# Sirocellus iunctus
Genre
Espèce
Sirocellus iunctus, unique représentant du genre fossile Sirocellus, est une espèce fossile d'opilions cyphophthalmes de la famille vivante des Stylocellidae.

## Historique
Le genre Sirocellus et l'espèce Sirocellus iunctus sont décrits en 2023 par les paléontologues Christian Bartel, Jason Andrew Dunlop & Gonzalo Giribet,,.

### Fossiles
Selon Paleobiology Database en 2025, ce genre a une seule collection référencée de fossiles. Cette collection est Cénomanien inférieur du Crétacé supérieur, c'est-à-dire date de 99,6 à 93,5 Ma avant notre ère.

### Distribution
Cette espèce a été découverte dans de l'ambre de Birmanie.

### Famille Stylocellidae
Selon Paleobiology Database en 2025 et les créateurs du genre Sirocellus, ce genre est classé dans la famille des Stylocellidae,.
Selon World Catalogue of Opiliones (26 octobre 2024) :
- Fangensinae Clouse, 2012
  - Fangensis Rambla, 1994
  - Giribetia Clouse, 2012
- Leptopsalidinae Clouse, 2012
  - Leptopsalis Thorell, 1882
  - Miopsalis Thorell, 1890
- Stylocellinae Hansen & Sørensen, 1904
  - Meghalaya Giribet, Sharma & Bastawade, 2007
  - Stylocellus Westwood, 1874
- sous-famille indéterminée
  - † Mesopsalis Bartel, Dunlop & Giribet, 2023
  - † Palaeosiro Poinar, 2008
  - † Sirocellus Bartel, Dunlop & Giribet, 2023

### Publication originale
- [2023] (en) Bartel, Dunlop et Giribet, « An unexpected diversity of Cyphophthalmi (Arachnida: Opiliones) in Upper Cretaceous Burmese amber », Zootaxa, vol. 5296, no 3,‎ 2023, p. 421-445 (DOI 10.11646/zootaxa.5296.3.6).